# Tramvai PCC
PCC (Presidents’ Conference Committee) este un tip de tramvai care a fost inițial construit în Statele Unite, în anii 1930. Designul s-a dovedit a fi unul de succes în țara de origine, iar după Al Doilea Război Mondial licența de fabricare a fost exportată în foarte multe alte locuri din lume. PCC a devenit unul din simbolurile mărcilor de tramvai, iar vehiculele PCC sunt încă în serviciu în numeroase țări.

## Origine
Inițialele „PCC” provin de la un comitet de proiectare înființat în 1929 sub numele de „Presidents' Conference Committee” și redenumit „Electric Railway Presidents' Conference Committee” (ERPCC) în 1931. Acest comitet era alcătuit din reprezentanții a 25 de companii de transport feroviar electrificat. Trei rețele interurbane și un operator de transport rapid, Chicago Rapid Transit Company, erau și ei reprezentați în comitet. În plus, pe lista membrilor se mai aflau fabricanți de tramvaie și furnizori de piese de schimb. Scopul ERPCC era să proiecteze un tramvai elegant, confortabil, silențios, care să poată accelera și frâna rapid și care să fie manevrat de un operator așezat pe un scaun, prin intermediul unor pedale fixate de podea. Comitetul a pregătit un plan de cercetare detaliat, a analizat numeroase variante de tramvai propuse, a construit și testat componente, a făcut - pe baza rezultatelor obținute - modificările și reviziile necesare și, în final, a produs un set de specificații pentru un proiect standardizat de tramvai care să poată fi construit din componente produse în serie mare, în antiteză cu proiectele personalizate de vehicule necesitând componente variate, în funcție de dorințele și solicitările diverșilor clienți. Proiectul, elaborat într-o perioadă de cinci ani și cu costuri însumate de 750.000 de dolari, a fost unul de calitate, tramvaiele PCC dovedind acest lucru în lunga lor perioadă de exploatare în Statele Unite și la nivel internațional.